# Afrolepis congoensis
Afrolepis congoensis är en skalbaggsart som beskrevs av Moser 1913. Afrolepis congoensis ingår i släktet Afrolepis och familjen Melolonthidae. Inga underarter finns listade i Catalogue of Life.